# Петрушевич Михайло Йосипович
Петрушевич Михайло Йосипович (псевдонім — Новицький; 10 жовтня 1869, с. Космач, Богородчанський район, Івано-Франківська область — 8 вересня 1895, Болехів, Івано-Франківська область) — український письменник, священник УГКЦ, громадський діяч.

## Біографія
Народився у сім'ї вчителя народної школи села Космач. Тоді ж батьки Михайла переїхали до Новиці, села біля Калуша. Тут Йосип Петрушевич, батько Михайла († 1918), не лише вчителював, а й заснував у селі читальню, організовував різні гуртки, навчав своїх односельців займатися садівництвом. Він похований на старому цвинтарі села Новиці (2011 року громадськість села відновила пам'ятник на його могилі).
Михайло початкову освіту отримав вдома, згодом навчався у Станиславівській державній гімназії, яку успішно закінчив 1889 року. Продовжив навчання у Віденській духовній семінарії.
У Відні М. Петрушевич зійшовся з діячами української культури Філаретом Колессою, Коцюбою[прояснити], Богданом Лепким, листувався з Яковом Головацьким, Іваном Франком.
Про віденський період життя Михайла Петрушевича згадував Богдан Лепкий:
|  | Щойно у Відні, на першому році філософії, з туги за рідною землею та за родиною, я підійшов до «поезії, розради одинокої». Віршами записані листки лежали на столі мого кабінету. Їх побачив покійний Михайло Петрушевич (Новицький). Прочитав, похвалив і заохотив не кидати пера . |

1894 року отець Михайло Петрушевич став парохом у місті Болехові. Через важку недугу він помер 8 вересня 1895.

## Творчий доробок
Під час навчання в гімназії писав вірші.
До нас дійшло лише близько 10 оповідань Михайла Петрушевича, написаних під псевдонімами «Євдокій» і «Михайло Новицький»: «Паламар», «Душа», «Вибори», «Градобур», «Солітер», «Що виділа бабуня на тамтім світі».
Оповідання Петрушевича — «образки» з народного життя, помережені містично-релігійними вставками (в стилі Миколи Гоголя, як зазначив Іван Франко).
Твори М.Петрушевича друкував у 1895-1896 роках журнал «Зоря» (Львів).

## Твори
- Душа // Письменники Прикарпаття
- Душа // Поступ
- Градобур